# Zillertalské Alpy

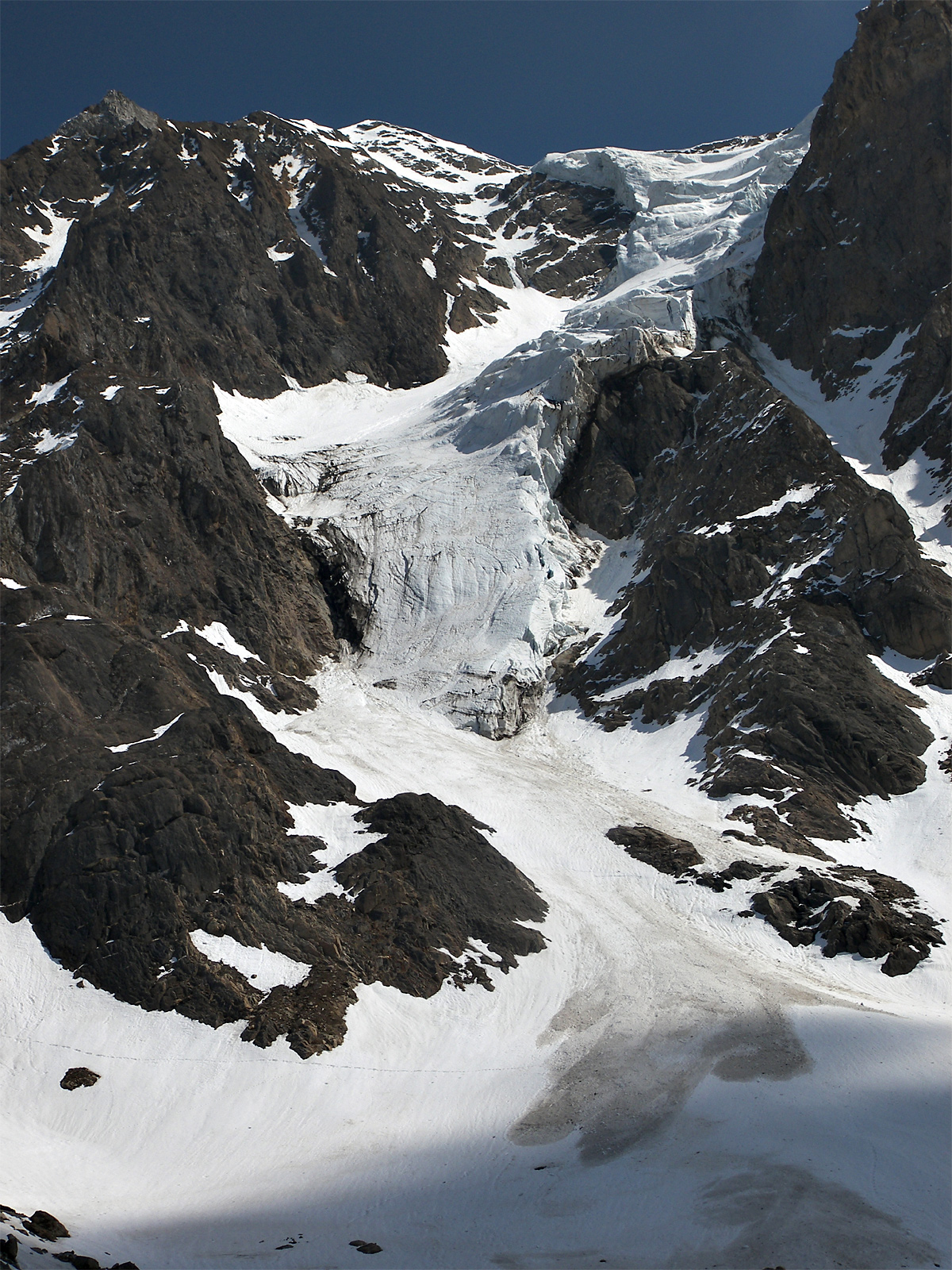
Ledovec Hochferner

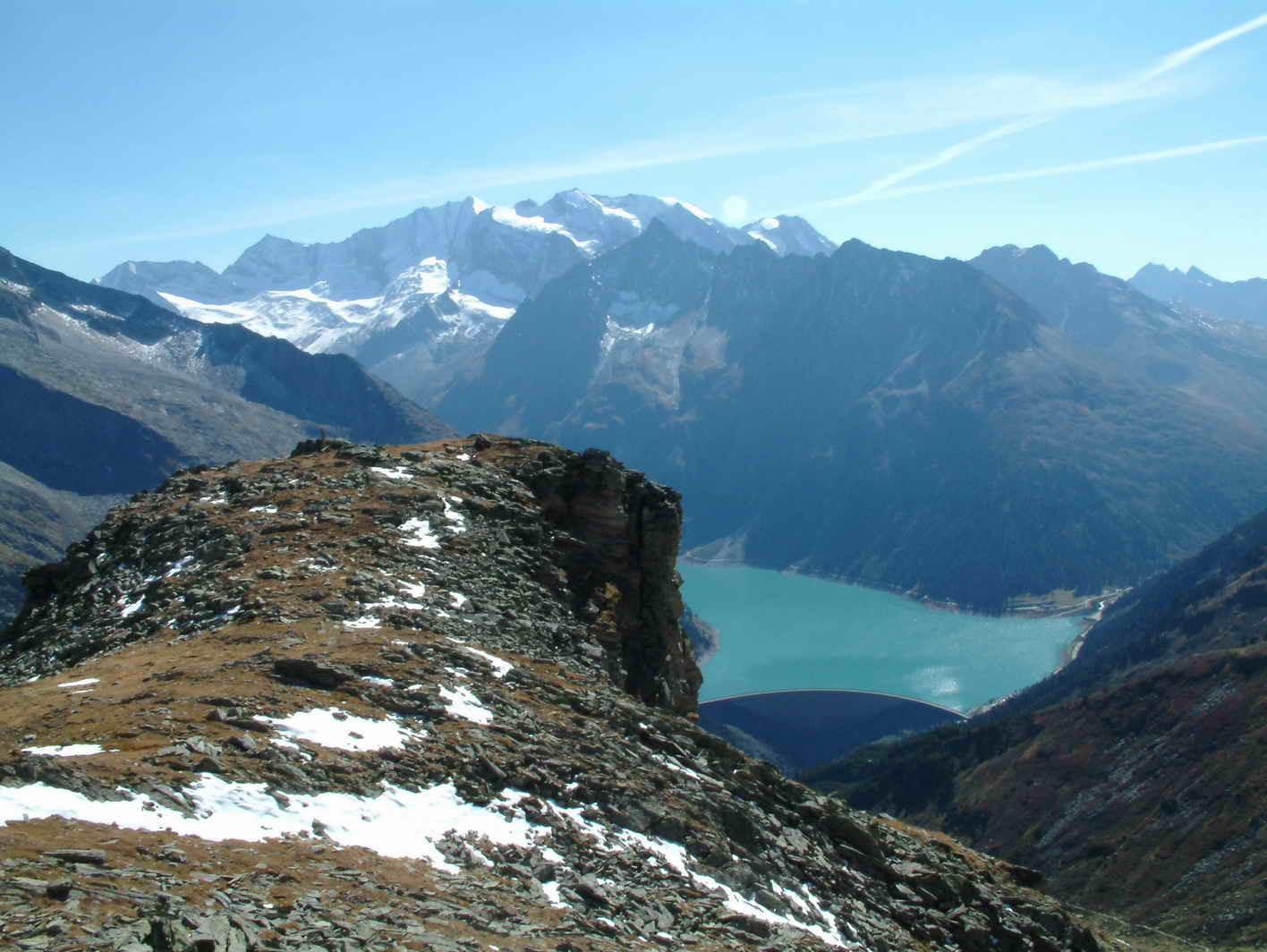
Hochfeiler a přehrada Schlegeis

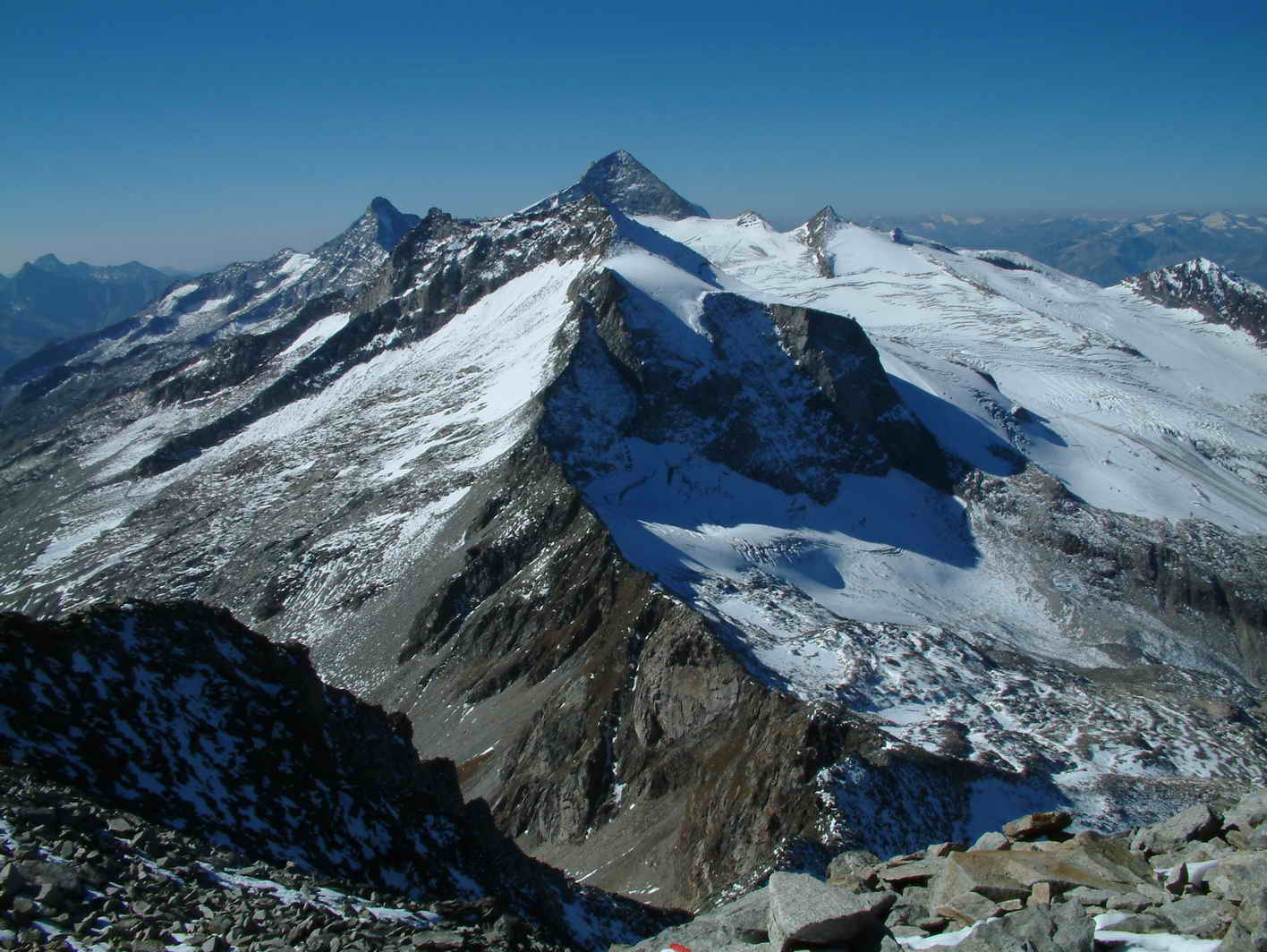
Olperer a ledovec Tuxerferner

Zillertalské Alpy (německy Zillertaler Alpen, italsky Alpi della Zillertal) je pohoří na hranici Rakouska a Itálie, tvořící součást hlavního hřebene Východních Alp. Jedná se o významné horstvo Centrálních krystalických Alp. Zillertálské Alpy jsou tvořeny tmavou rulou, která je obklopena vrstvami břidlice s příměsí minerálů. Zillertálské Alpy jsou mohutně zaledněné. Největším ledovcem je Schlegeiskees s rozlohou 4,5 km².

## Poloha
Zillertalské Alpy mají rozlohu 2050 km². Většina tohoto rozlehlého území leží na území Rakouska (spolková země Tyrolsko, pouze malá část na východě patří zemi Salcbursko), ovšem také na území Itálie (Jižní Tyroly) leží několik dalších horských celků pohoří, např. Pfunder Berge. Na západ hřeben pokračuje Stubaiskými Alpami, od kterých Zillertalské Alpy odděluje Brennerský průsmyk a komunikačně důležité údolí Wipptal, na východ od sedla Birnlücke Vysokými Taurami. Severní ohraničení tvoří údolí Tuxer tal s průsmykem Tuxerjoch za nímž se nacházejí Tuxské Alpy (Tuxer Alpen). Dále pokračuje severní hranice údolím Schmirntal, Zillertal, Gerlostal a sedlem Gerlos Pass. Jižní hranice je tvořena tokem řeky Rienz v údolí Pusteria. Nejvyšší horou Zillertalských Alp je Hochfeiler (italsky Gran Pilastro, 3 510 m).

## Rozdělení pohoří
Území Zillertálských Alp je rozděleno na několik oblastí. Zcela na západě to je celek Tuxer Kamm s nejvyšším vrcholem Olperer, hlavní hřeben tvoří další celek Zillertaler Hauptkamm, kde zároveň leží nejvyšší vrchol pohoří Hochfeiler, ale také další významní velikáni. Poslední skupinou na rakouském území je zcela na východ vysunutá Reichenspitzgruppe. Na italské straně jsou to skupiny Monti di Valle Aurine s nejvyšším vrcholem Grosser Löffler a Pfundere Berge. Nejvýznamnější údolí pohoří je Zillertal, z něhož v uzlovém bodě u střediska Mayrhofen vybíhají přímo pod hlavní hřeben další důležitá údolí - Tuxer tal, Zamsergrund, Zillergrund a další.

## Významné vrcholy
Významnými vrcholy Zillertalských Alp jsou
| Vrchol          | Nadmořská výška (m) |
| --------------- | ------------------- |
| Hochfeiler      | 3 510               |
| Grosser Möseler | 3 486               |
| Olperer         | 3 480               |
| Turnerkamp      | 3 422               |
| Grosser Löffler | 3 382               |
| Fußstein        | 3 380               |
| Schwarzenstein  | 3 370               |
| Reichenspitze   | 3 305               |
| Großer Mörchner | 3 287               |
| Hoher Riffler   | 3 231               |
| Zsigmondyspitze | 3 085               |

## Turistika
Turisticky výrazně známější a využívanější je tyrolská (rakouská) strana hor. Zejména je to oblast ledovce Tuxerferner s oblíbeným lyžařským střediskem Hintertux a celoročním lyžováním. Jihotyrolská strana je méně oblíbená, přestože je rozlohou jen o málo menší. Pohoří je rovněž významným zdrojem vodní energie, jež je využitá vybudováním několika velkých přehradních nádrží - Speicher Schlegeis, Speicher Stillup a Zillergrund Speicher.

## Přírodní park
Přírodní park Zillertalské Alpy s rozlohou 372 km² tvoří se sousedními oblastmi největší park svého druhu v Alpách (2 050 km²). Na jihu navazuje jihotyrolský přírodní park Rieserferner, na západě přírodní chráněná oblast Valser Tal a na východě salcburská část národního parku Vysoké Taury. V Mayrhofenu se Zillertal dělí. Tři ze čtyř údolí vedou do přírodního parku: Zillergrund, Stillupgrund a Zemmtal.